# Récepteur des lymphocytes B
Pour les articles homonymes, voir BCR.

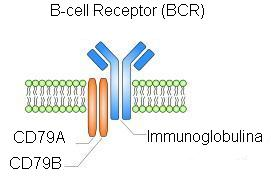
Le récepteur des lymphocytes B est formé des CD79 et d'une immunoglobuline. La membrane plasmique du lymphocyte B est représentée par les phospholipides verts. Le récepteur des lymphocytes B possède une partie intra-membranaire et une partie extra-membranaire.

Le récepteur des lymphocytes B (aussi appelé BCR, pour B-cell receptor) est une protéine transmembranaire réceptrice localisée à la surface de la membrane plasmique des lymphocytes B. Le groupe fonctionnel d'accroche du récepteur est composé d'anticorps membranaires qui, comme tous les anticorps, ont un unique site de liaison antigène déterminé aléatoirement. Quand un lymphocyte B est activé lors de sa première rencontre avec un antigène qui s'attache à ses récepteurs, la cellule prolifère et se différencie pour générer une population de plasmocytes et de cellules mémoires.

## Composants du récepteur des lymphocytes B
Le récepteur des lymphocytes B est divisé en deux parties :
1. Le fragment de liaison au ligand: une  immunoglobuline membranaire de l'un des isotypes (IgD, IgM, IgG, IgA ou IgE). Cette immunoglobuline de membrane est identique aux immunoglobulines sécrétées à l'exception de quelques acides aminés, situés en C-term des chaines lourdes, qui leur permettent de s'ancrer à la membrane plasmique.
2. Le fragment de transduction du signal: formé d'un hétérodimère Ig-α/Ig-β (CD79 (en)), relié par des ponts disulfures. Les deux protéines constituantes de l'hétérodimère sont transmembranaires, et leur partie intra-cytoplasmique possède un motif ITAM (immunoreceptor tyrosine-based activation motif), phosphorylé par des kinases associées au BCR (Blk, Fyn, Lyn, ...) lors de leur activation. Des phosphatases (SHP-1, SHIP, ...) sont chargées de limiter cette signalisation. La phosphorylation permet l'ancrage de protéines adaptatrices, entrainant une cascade de signalisation.

## Cible thérapeutique
Le polatuzumab est un anticorps monoclonal ciblant le CD79B. Dans sa forme conjuguée avec de la védotine, un antimitotique, il s'avère être une option possible de traitement du lymphome diffus à grandes cellules B.